# Ортопнoични положај
Oртопноични положај  је физички став који често заузимају пацијенти који имају респираторни дистрес (као што је астма или хронична опструктивна болест плућа ), напада кашља или код особа  које су једноставно остали без даха (као што је особа која је управо трчала спринт).  Када је у ортопноичноми положају особа седи или стоји нагнута према напред уз истовремено подупирање горњег дела тела рукама нослоњеним на колена или на неку другу површину.  

## Патофизиологија
Сматрало се да ортопнoични положај оптимизује механику дисања тако што омогућава пацијенту да користи помоћне мишиће врата и горњег дела грудног коша како би се у плућа унело више ваздуха, односно да лакше удише и издише ваздух.  Истовремено  стабилни положај  руку, омогућава контракцију великог грудног мишића што доводи до подизања предњег зида грудног коша.
Ове промене укључују:
- смањено ангажовање одређених мишића врата, званих стерноклеидомастоидни и скаленски мишићи

- враћање природног облика дијафрагме

- побољшање функције дијафрагме

- подизање раменог појаса

- побољшање односа дужине и напетости у респираторним мишићима

## Дијагностички значај и примена
Када пацијент заузме ортопнoични положај то је дијагностички знак за лекара или медицинску сестру да пацијент може бити у респираторном дистресу, или у стањима са болом у грудима без отежаног дисања, да је пацијент у ортопнoичном положају због акутног перикардитиса.
Оособе које имају диспнеју или друге респираторне поремећаја често инстинктивно усвајају ову позицију као начин да унесу више ваздуха у плућа. 
У овом положају пацијент може бити док седи нагнут пут напред са рукама ослоњеним на колена. Алтернативно, може и да стоји са рукама ослоњеним на сто или наслон столице.
Док се нагињете напред под углом од око 45 степени, пацијент би требало да се фокусира на кретање ваздуха, пратећи га покретима у трбуху.
Задржите овај положај док се отежано дисање не побољша.
У овај положај пацијента који пате од потешкоћа са дисањем могу поставизи и медицинске сестре, тако што пацијента са отежанм дисањем поставе да седи са стране кревета са главом наслоњеном на сто изнад кревета на неколико јастука. 
Порема једној студија случаја из 2021. године откривено је  да се ортопноичним положајем избегла потреба за интубацијом код 77-годишњег мушкарца са упалом плућа повезаном са ковидом 19.